# Rasa de Mascaró
La Rasa de Mascaró és un torrent afluent per la dreta de la Riera de Barrina, al Bages.

## Municipis per on passa
El curs de la Rasa de Mascaró transcorre íntegrament pel terme municipal de Sant Mateu de Bages.

## Xarxa hidrogràfica
La xarxa hidrogràfica de la Rasa de Mascaró està constituïda per 4 cursos fluvials que sumen una longitud total de 4.397 m.

### Distribució municipal
El conjunt de la seva xarxa hidrogràfica transcorre íntegrament pel terme municipal de Sant Mateu de Bages.

### Territori PEIN
Tota la conca de la rasa forma part del PEIN de la Serra de Castelltallat.